# NGC 4416
NGC 4416 é uma galáxia espiral barrada (SBc) localizada na direcção da constelação de Virgo. Possui uma declinação de +07° 55' 08" e uma ascensão recta de 12 horas, 26 minutos e 46,7 segundos.
A galáxia NGC 4416 foi descoberta em 11 de Abril de 1825 por John Herschel.